# Прапор Вікна (Городенківський район)
Пра́пор Вікна́ — прапор села Вікно, Городенківського району Івано-Франківської області, затверджений 21 вересня 2001 року рішенням XVI сесії Вікнянської сільської ради III скликання.
Автори: А. Гречило та Б. Купчинський.

## Опис
Квадратне полотнище, на синьому тлі два жовті снопи, із нижніх кутів до середини прапора йде білий клин, відділений хвилясто.

## Зміст
Синій колір і джерело вказують на назву села та джерело «Вікнина», що розташоване в центрі поселення. Золоті снопи символізують сільське господарство.